# Marc Minuci (tribú de la plebs)
|  | Per a altres significats, vegeu «Marc Minuci». |

Marc Minuci (en llatí Marcus Minucius) va ser elegit tribú de la plebs, càrrec que va exercir l'any 401 aC. Formava part de la branca plebea de la gens Minúcia.
Com a Tribú va acusar els tribuns amb potestat consular de l'any anterior (402 aC), Publi Curiaci, Marc Acuci i Gai Laceri per la seva conducta durant la guerra contra la ciutat de Veïs.